# Aegithalos iouschistos
Aegithalos iouschistos là một loài chim trong họ Aegithalidae.